# Rebecca Bross
Rebecca Bross (Ann Arbor, Míchigan, 11 de julio de 1993) es una gimnasta artística estadounidense, tres veces subcampeona del mundo en 2009 y 2010 en la viga de equilibrio, el concurso por equipos y la general individual.

## Carrera deportiva
En el Mundial de celebrado en Londres en 2009 gana la medalla de plata en la competición general individual —tras su compatriota Bridget Sloan y por delante de la japonesa Koko Tsurumi (bronce)— y la medalla de bronce en la prueba de barras asimétricas, tras la china He Kexin (oro), de nuevo la japonesa Koko Tsurumi, y empatada a puntos con la rumana Ana Porgras.
En el Mundial de Róterdam 2010 gana cuatro medallas: plata en la viga de equilibrio —tras la rumana Ana Porgras y empatada a puntos con la china Deng Linlin—, bronce en la general individual —tras la rusa Aliyá Mustáfina (oro) y la china Jiang Yuyuan (plata)—, bronce en asimétricas —por detrás de la británica Beth Tweddle y de nuevo Aliyá Mustáfina—, y también consiguel la plata en el concurso por equipos —Estados Unidos queda por detrás de Rusia (oro) y delante de China (bronce)—; sus cinco compañeras de equipo eran: Mackenzie Caquatto, Bridget Sloan, Mattie Larson, Aly Raisman y Alicia Sacramone.